# Etsi cunctas
Etsi cunctas ist eine Enzyklika von Papst Leo XIII., die er am 21. Dezember 1888 als Begleitschreiben zu den an Irland geschickten Geschenken veröffentlichte. Mit dieser Enzyklika wendet er sich an die Bischöfe in Irland.

## Standhaftigkeit der Iren
Mit dem Untertitel „Über die Kirche Irlands“ wendet er sich zunächst an die treuen Katholiken Irlands und preist deren Standhaftigkeit. Der Papst erinnert an die von ihm übersandten Dekrete und bringt seine Freude darüber zum Ausdruck, dass sich die irischen Katholiken erfolgreich gegen die Bedrohungen und das Übel in der Gesellschaft gewehrt haben.

## Zeugnis des guten Willen
Leo XIII. schickt den Iren, als Ausdruck seines guten Willen und aus Dankbarkeit, mehrere wertvolle Geschenke: Gewänder, Gefäße und andere heilige Gaben. Diese, so schreibt er, sollen zur Verehrung in der Kathedralskirche verwandt werden, um somit die Schönheit des Gotteshauses zu verbessern. Abschließend spricht er den irischen Katholiken sein Vertrauen aus und stellt sie unter den Schutz des Papstes.